# Olivier Lacombe
Pour les articles homonymes, voir Lacombe.
Olivier Lacombe, né à Liège le 2 juillet 1904 et mort à Neuilly-sur-Seine le 2 juillet 2001, est un indianiste et philosophe français.

## Biographie
Ancien élève de l'École normale supérieure (L1925), agrégé de philosophie en 1928, docteur en 1939, titulaire de la chaire d’histoire de la philosophie et de philosophie comparée de la Faculté des Lettres de Lille de 1947 à 1959, Faculté dont il était le doyen de 1954 à 1959, professeur de philosophie comparée à la Sorbonne puis à l’Université de Paris IV jusqu'en 1974, il a été élu membre de l'Académie des sciences morales et politiques en 1977, au fauteuil de Georges Davy.

## Publications
- Le Râmâyana : Conté selon la tradition orale (Poche) de Serge Demetrian, préface d'Olivier Lacombe, Albin Michel, 2005  (ISBN 978-2226149145)
- La Bhagavad Gîtâ de Olivier Lacombe et Anne-Marie Esnoul, Collection : Sagesses, Éditeur : Seuil, 1997.  (ISBN 978-2020045469)
- Jacques Maritain, la générosité de l'intelligence de Olivier Lacombe, Collection : Croire et savoir, Éditeur : Tequi, 1991.  (ISBN 2740300301)
- Expérience du soi : Étude de mystique comparée de Olivier Lacombe et Gardet, Desclée de Brouwer, 1986.  (ISBN 978-2220022963)
- Indianité de Olivier Lacombe, Collection : Le Monde indien, Belles Lettres, 1979  (ISBN 978-2251353241)
- "L'Inde connaît-elle l'attitude spéculative", annexe II à L'ontologie du Vedânta : Essai sur l'acosmisme de l'advaita de Georges Dandoy (traduit de l'anglais par Louis-Marcel Gauthier et suivi en annexe I de "Commentaires" par Jacques Maritain), Paris, Desclée de Brouwer, 1932, pp. 177-180. (ASIN B000WVIHMU)
- Existence de l'homme (Courrier des îles) d'Olivier Lacombe, Impr. Desclée De Brouwer, 1951, (ASIN B0017ZNGB2)
- René Grousset, Les Philosophies indiennes. Les Systèmes. T. 1. T. 2., Avant-propos d'Olivier Lacombe, 1931,(ASIN B00182I3GW)
- P. François-Régis du Loscouët, ... La Trouée, le Père Charles : Missionnaire capucin, apôtre des Bhils et des Bhilalas de l'Inde centrale. Note du P. Guido. Préface d'Olivier Lacombe, 1947. (ASIN B00183MIEO)
- Gandhi. Autobiographie : Ou Mes expériences de vérité, traduit d'après l'édition anglaise par Georges Belmont. Présentation et notes de Pierre Meile, 2e édition revue par Olivier Lacombe, P.U.F.,1964, (ASIN B001D3UFF8)
- Descartes de Yazan, Olivier Lacombe, Çeviren Mehmet Karasan, 1943, (ASIN B0017ZR2XK)
- Gandhi ou la Force de l'âme par Olivier Lacombe, Plon, impr. Aubin, 1964, (ASIN B0014URA2Q)
- Gandhi, Tous les hommes sont frères vie et pensées du Mahatma Gandhi d'après ses œuvres, textes choisis par Krishna Kripalani, traduits en français par Guy Vogelweith. Préface d'Olivier Lacombe. Introduction de Sarvepalli Radhakrishnan de Mohandas Karamchand Gandhi, Krishna Kripalani, Olivier Lacombe, et Sarvepalli Radhakrishnan, Gallimard, 1969 (ASIN B001D40BT2)
- Notice sur la vie et les travaux de Georges Davy : Lue dans la séance du 17 octobre 1978 de Olivier Lacombe, Institut de France, Académie des sciences morales et politiques,(1978) (ASIN B0000E9IUL)
- L'Inde classique : Manuel des études indiennes par Louis Renou, Jean Filliozat... Tome II, avec le concours de Paul Demiéville, Olivier Lacombe, Pierre Meile. (ASIN B0017ZURXC)
- La Doctrine morale et métaphysique de Ramanuja, traduction accompagnée du texte sanskrit et notes par Olivier Lacombe, 1938 (ASIN B00178A5WM)
- L'Absolu selon le Védânta : Les notions de Brahman et d'Atman dans les systèmes de Çankara et Râmânoudja de Olivier Lacombe ,1937, (ASIN B0017ZP1GU), réed. P. Geuthner (1966). Thèse de doctorat (ASIN B0014UYDXU)
- Chemins de l'Inde et philosophie chrétienne de Olivier Lacombe, 1956, (ASIN B0017ZNGEO)
- "Préface" à Pierre Johanns, La Pensée religieuse de l'Inde (traduit de l'anglais par Louis-Marcel Gauthier), Namur, 1952, (ASIN B00180DW60)
- Sagesse : Louis Gardet. M. Labourdette. Jacques Maritain. J. H. Nicolas. Th. Philippe. Charles Journet..., de Olivier Lacombe, Courrier des îles, Desclée De Brouwer, 1951, (ASIN B0017ZSN42)
- École pratique des hautes études. Section des Sciences religieuses. Annuaire 1950-1951 : Note sur Plotin et la pensée indienne, par Olivier Lacombe. Marcel Mauss, 1872-1950, par Maurice Leenhardt. Rapport sur l'exercice 1949-1950... Programme des conférences pour l'exercice 1950-1951 de Olivier Lacombe, École pratique des hautes études, Paris, 1950,(ASIN B001D4UTUI)

## Sources
- Ressources relatives à la recherche :   - Académie des sciences morales et politiques
  - La France savante
  - Persée
- Notices dans des dictionnaires ou encyclopédies généralistes :   - Deutsche Biographie
  - Treccani
  - Who's Who in France
- Notices d'autorité :   - VIAF
  - ISNI
  - BnF (données)
  - IdRef
  - LCCN
  - GND
  - Italie
  - CiNii
  - Belgique
  - Pays-Bas
  - Pologne
  - Israël
  - NUKAT
  - Vatican
  - Tchéquie
  - WorldCat
- Notice sur la vie et les travaux d'Olivier Lacombe par Bernard Bourgeois sur le site de l'Académie des sciences morales et politiques